# Moircy
Moircy (en wallon Moirci) est une section de la commune belge de Libramont-Chevigny située en Région wallonne dans la province de Luxembourg.

## Géographie
Situé à une altitude 420 à 430 m, le village se trouve au confluent du ruisseau de Freux et de l’Ourthe occidentale, un affluent de la Meuse.

## Évolution démographique
- Source: DGS, 1831 à 1970=recensements population, 1976= habitants au 31 décembre

## Histoire
Moircy était une commune à part entière avant la fusion des communes de 1977.
En 1823, Moircy a fusionné avec Bonnerue et Jenneville.

## Patrimoine et culture

### Patrimoine architectural
Les principales curiosités du village sont la chapelle de Bonnerue (dévastée en 1944 et reconstruite en 1949), l'église Sainte-Julienne du Mont-Cornillon (de style néoclassique, datée de 1858).